# Cervidae

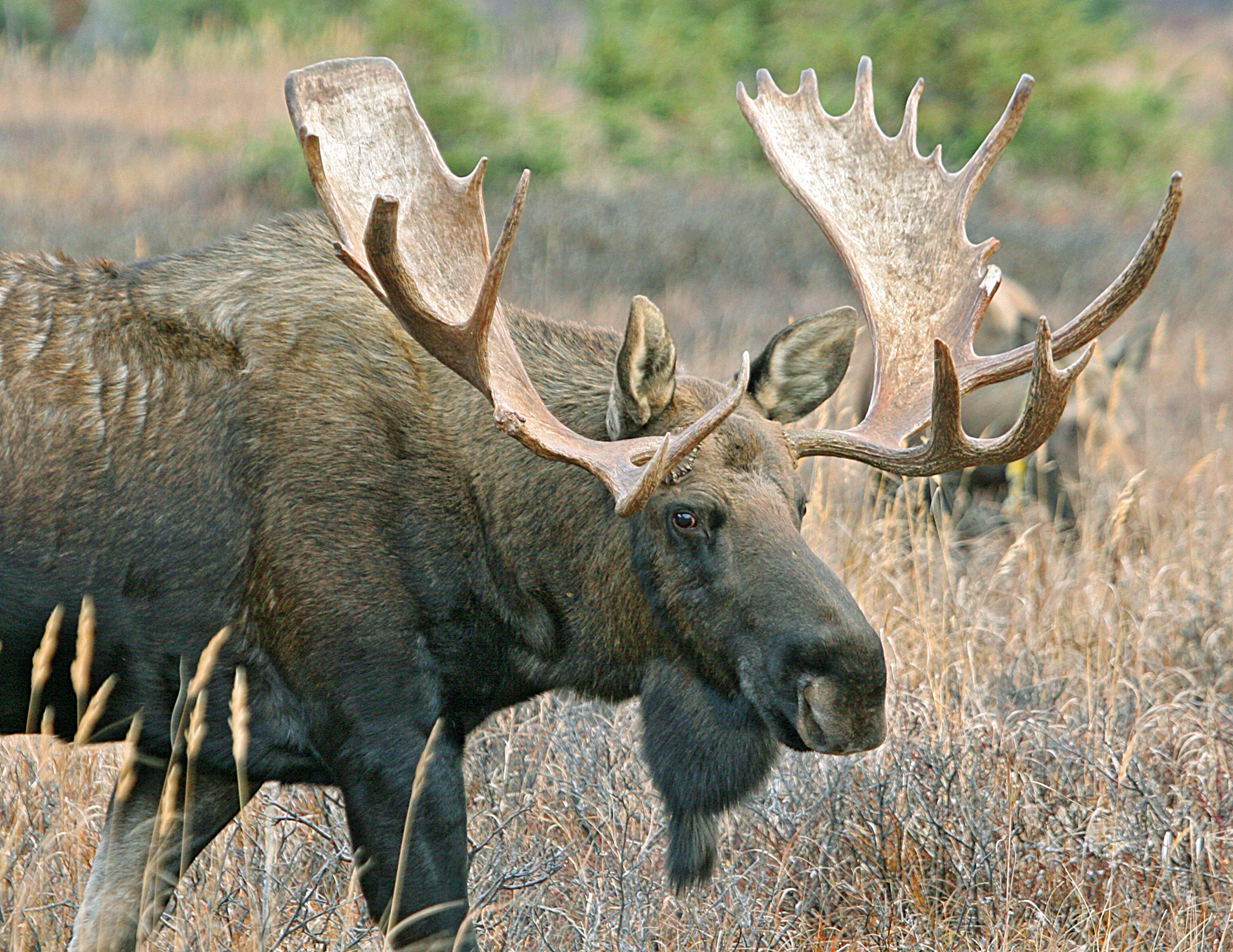
El alce, un cérvido de mayor tamaño.

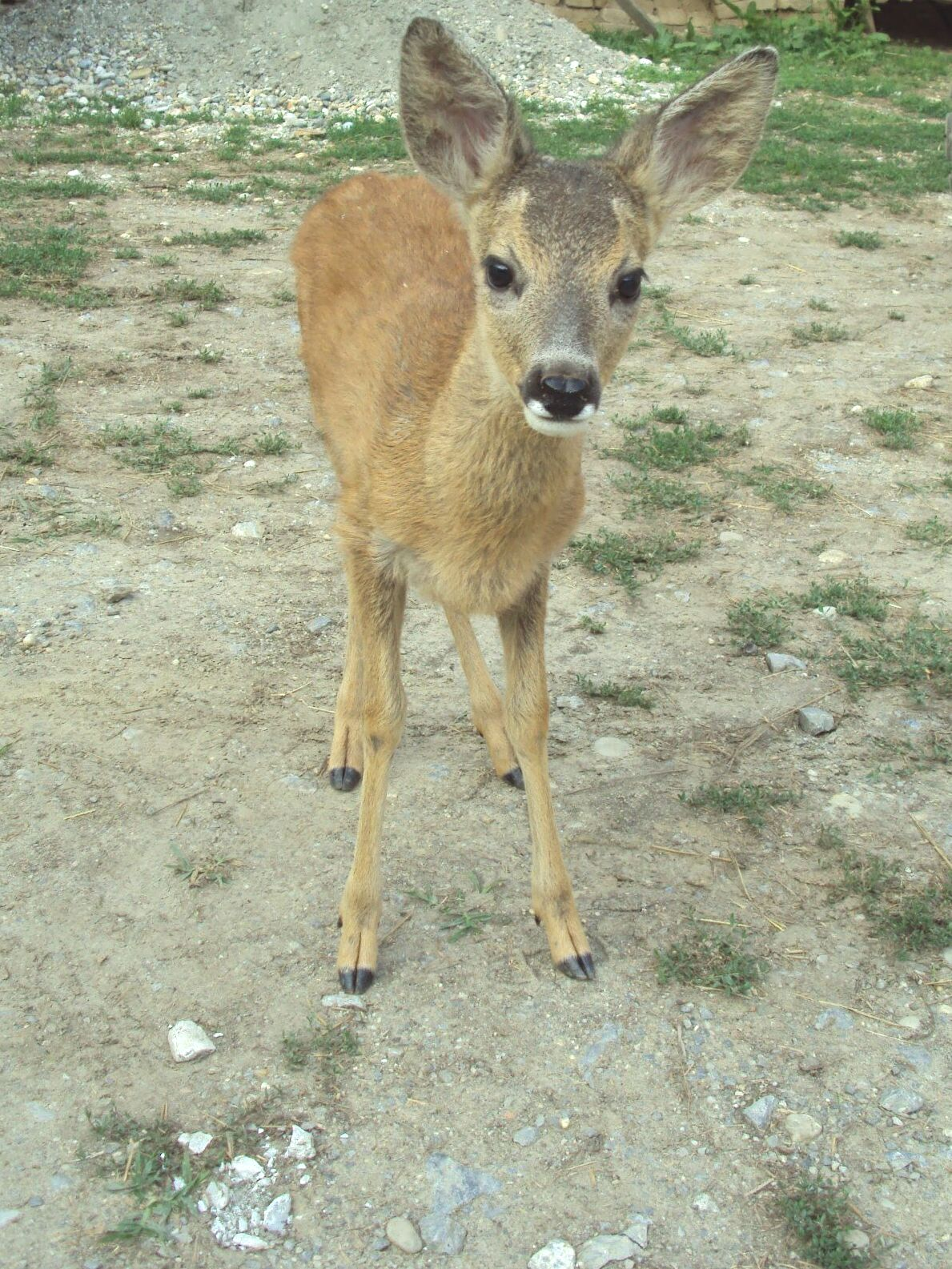
El corzo, un cérvido de menor tamaño.

Los cérvidos (Cervidae) son una familia de mamíferos artiodáctilos que incluye los ciervos o venados. Su tamaño es variable, siendo el alce el mayor (hasta 450 kg), y el venadito o pudú del norte, el menor, con unos 8 o 10 kg.
Los ciervos almizcleros (Moschidae) de Asia y los tragúlidos (Tragulidae) de los bosques tropicales africanos y asiáticos son familias separadas que también pertenecen al clado de los rumiantes Ruminantia; no están especialmente emparentados con los Cervidae.
Los ciervos aparecen en el arte desde el Paleolítico pinturas rupestres en adelante, y han jugado un papel en la mitología, la religión y la literatura a lo largo de la historia, así como en la heráldica, como los ciervos rojos que aparecen en el escudo de armas de Åland. Su importancia económica incluye el uso de su carne como venado, sus pieles como la piel de gamo suave y resistente, y sus astas como mangos para cuchillos. La caza del ciervo ha sido una actividad popular desde la Edad Media y sigue siendo un recurso para muchas familias en la actualidad.

## Etimología y terminología

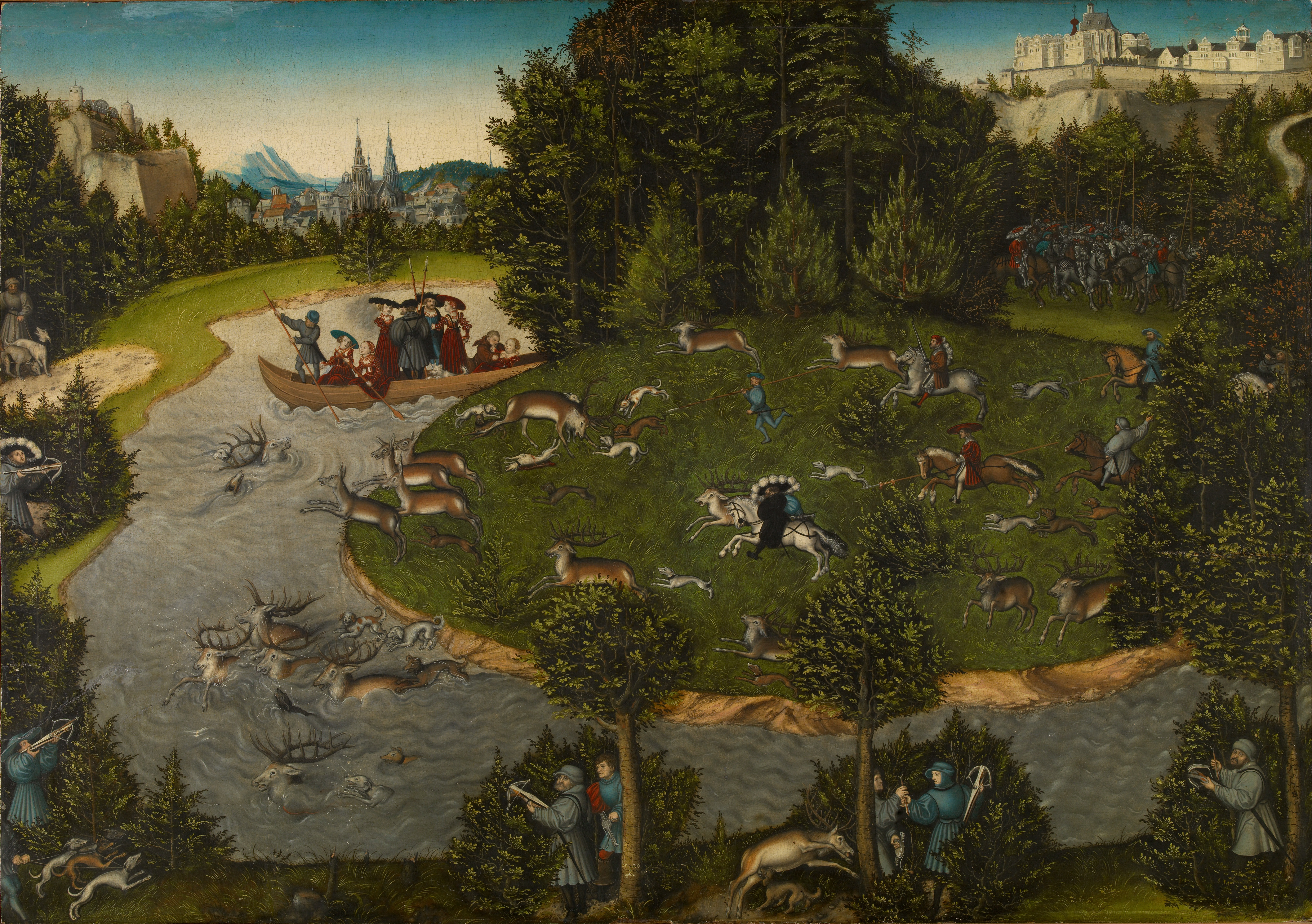
La caza del ciervo de Federico III, Elector de Sajonia por Lucas Cranach el Viejo, 1529

La palabra española ciervo, escrita en castellano antiguo como cieruo, proviene del latín cervus, con el mismo significado y de donde provienen todos los demás cognados romances (el catalán e italiano cervo, el francés cerf o el rumano cerb). La palabra latina a su vez proviene del vocablo indoeuropeo *ḱr̥h₂wós, derivado de la raíz *ḱerh₂- ("cuerno") y el sufijo *-wós. De esta raíz indoeuropea derivan las palabras españolas cuerno, cerebro (*ḱerh₂-s-ro-m), cambrón (*ḱr̥h₂-s-ḗr, con una nasal añadida en latín vulgar y disimilación de líquidas) o garrapata.

## Distribución

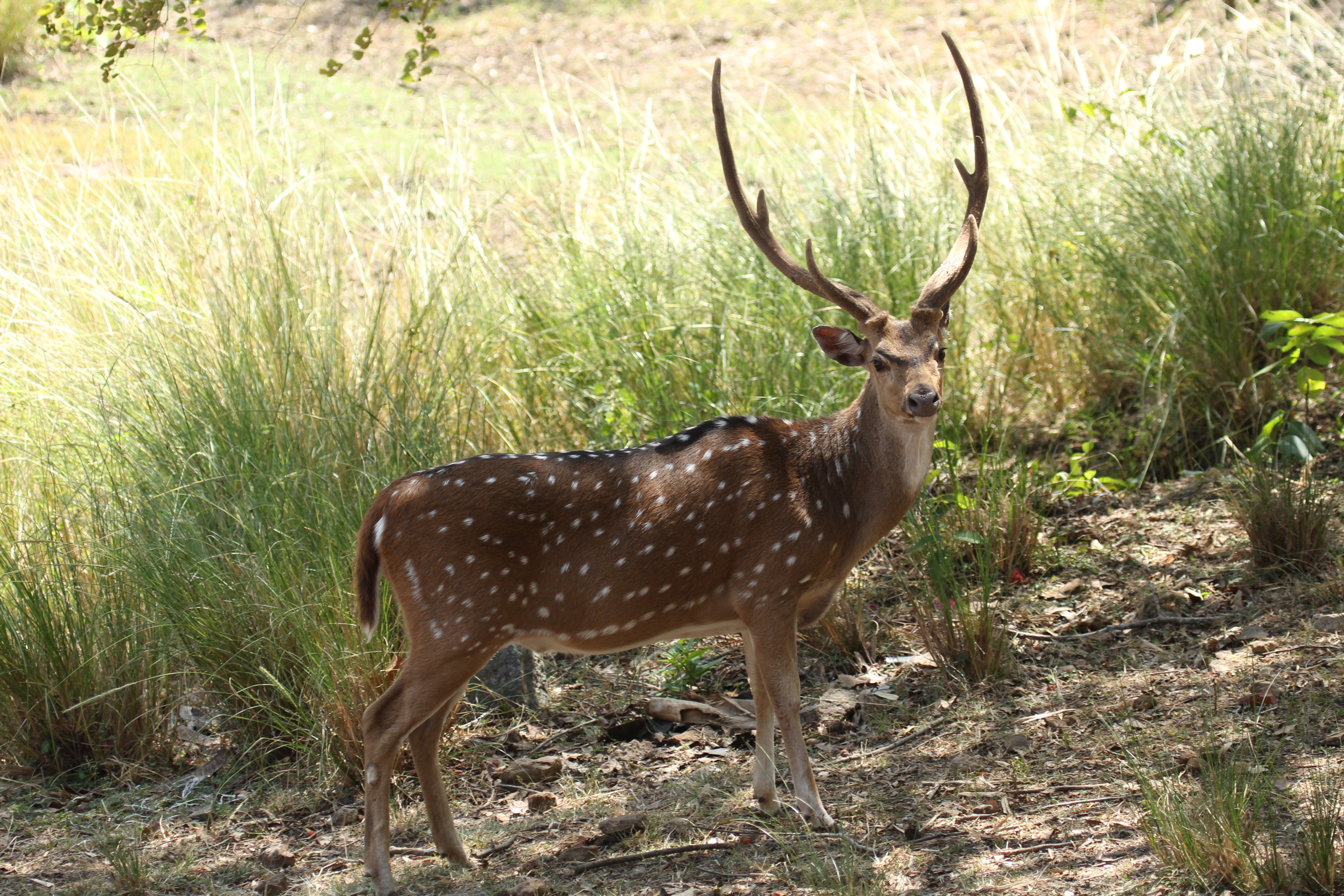
Chital ciervo en Nagarahole, India

Los ciervos viven en diversos biomas, desde la tundra hasta la selva tropical. Aunque suelen estar asociados a los bosques, muchos ciervos son especies de ecotono que viven en zonas de transición entre bosques y matorrales (para cubrirse) y praderas y sabanas (espacios abiertos). La mayoría de las especies de ciervos grandes habitan en bosques caducifolios mixtos templados, bosques mixtos de coníferas de montaña, bosques tropicales estacionales o secos y hábitats de sabana en todo el mundo. El desbroce de zonas abiertas dentro de los bosques puede beneficiar a las poblaciones de ciervos al dejar al descubierto el sotobosque y permitir que crezcan los tipos de hierbas y gramíneas que les gustan a los ciervos. El acceso a las tierras de cultivo adyacentes también puede beneficiar a los ciervos. Para que las poblaciones crezcan y prosperen, es necesario que exista una cubierta forestal o de matorral adecuada.
Los ciervos están ampliamente distribuidos, con representantes autóctonos en todos los continentes excepto Antártida y Australia, aunque África sólo tiene un ciervo autóctono, el ciervo de Berbería, una subespecie de ciervo rojo que se limita a las montañas del Atlas en el noroeste del continente. Otra especie extinta de ciervo, Megaceroides algericus, estuvo presente en África del Norte hasta hace seis mil años. El gamo ha sido introducido en Sudáfrica. Las especies pequeñas de  ciervo de rama y pudús de Centroamérica y América del Sur, y muntjacs de Asia suelen ocupar bosques densos y es menos frecuente verlos en espacios abiertos, con la posible excepción del muntíaco indio. También hay varias especies de ciervos que están muy especializadas y viven casi exclusivamente en montañas, praderas, pantanos y sabanas "húmedas", o corredores ribereños rodeados de desiertos. Algunos cérvidos tienen una distribución circumpolar tanto en Norteamérica como en Eurasia. Algunos ejemplos son el caribú que vive en la tundra ártica y la taiga (bosques boreales) y el  alce que habita en la taiga y zonas adyacentes. Los ciervos huemules (taruca y  huemul chileno) de los Andes de Sudamérica ocupan los nichos ecológicos del íbice y la cabra montés, comportándose los cervatillos más como cabritos de cabra.

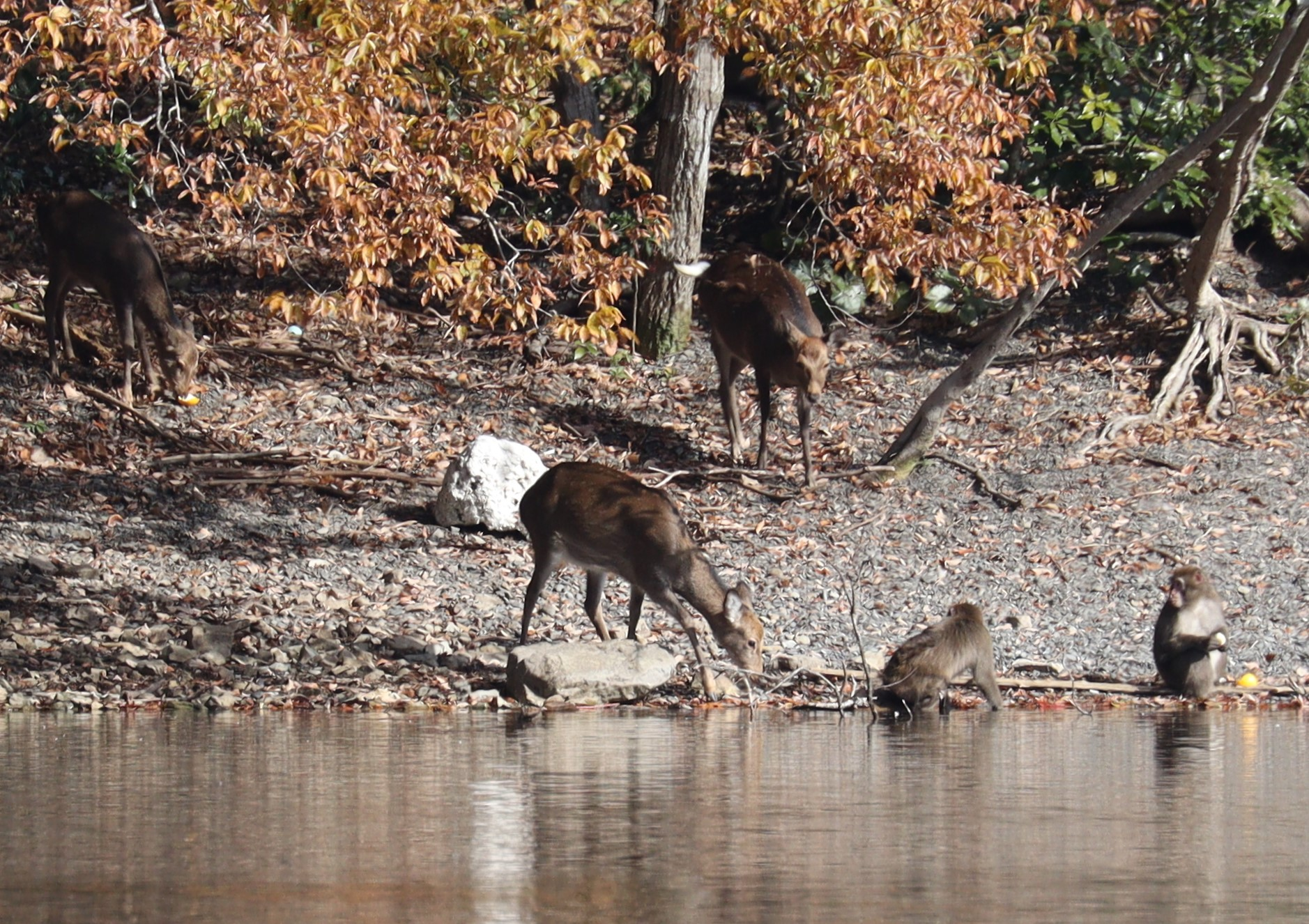
Algunos ciervos sika (Cervus nippon) y macacos japoneses (Macaca fuscata) a lo largo de una ribera.

La mayor concentración de grandes especies de ciervos en la Norteamérica templada se encuentra en las Canadian Rocky Mountains y Columbia Mountain, entre Alberta y la Columbia Británica, donde se pueden encontrar las cinco especies de ciervos norteamericanos (ciervo de cola blanca, ciervo mulo, caribú y alce). Esta región cuenta con varios grupos de parques nacionales, como el parque nacional Mount Revelstoke, el parque nacional Glacier (Canadá), el parque nacional Yoho y el parque nacional Kootenay en la parte de Columbia Británica, y el parque nacional de Banff, el parque nacional  Jasper y el parque nacional de los Glaciares en las partes de Alberta y Montana. Los hábitats de las laderas de las montañas varían desde hábitats boscosos húmedos de coníferas/mixtos hasta bosques subalpinos/pinos secos con praderas alpinas más arriba. Las estribaciones y los valles fluviales entre las cadenas montañosas ofrecen un mosaico de tierras de cultivo y parques caducifolios. Los raros caribúes de bosque tienen el área de distribución más restringida, ya que viven a mayor altitud en las praderas subalpinas y las zonas de tundra alpina de algunas de las cordilleras. Tanto el alce como el ciervo bura migran entre las praderas alpinas y los bosques de coníferas más bajos y suelen ser más comunes en esta región. El alce también habita en las tierras bajas de los valles fluviales, que comparte con el ciervo de cola blanca. El ciervo de cola blanca ha ampliado recientemente su área de distribución en las estribaciones y el fondo de los valles fluviales de las Montañas Rocosas canadienses debido a la conversión de tierras en tierras de cultivo y a la tala de bosques de coníferas, lo que ha permitido que crezca más vegetación caducifolia en las laderas de las montañas. También viven en los parques de álamos al norte de Calgary y Edmonton, donde comparten hábitat con los alces. En los pastizales adyacentes de las Grandes Llanuras viven manadas de alces, bisontes americanos y antilocapra americana.

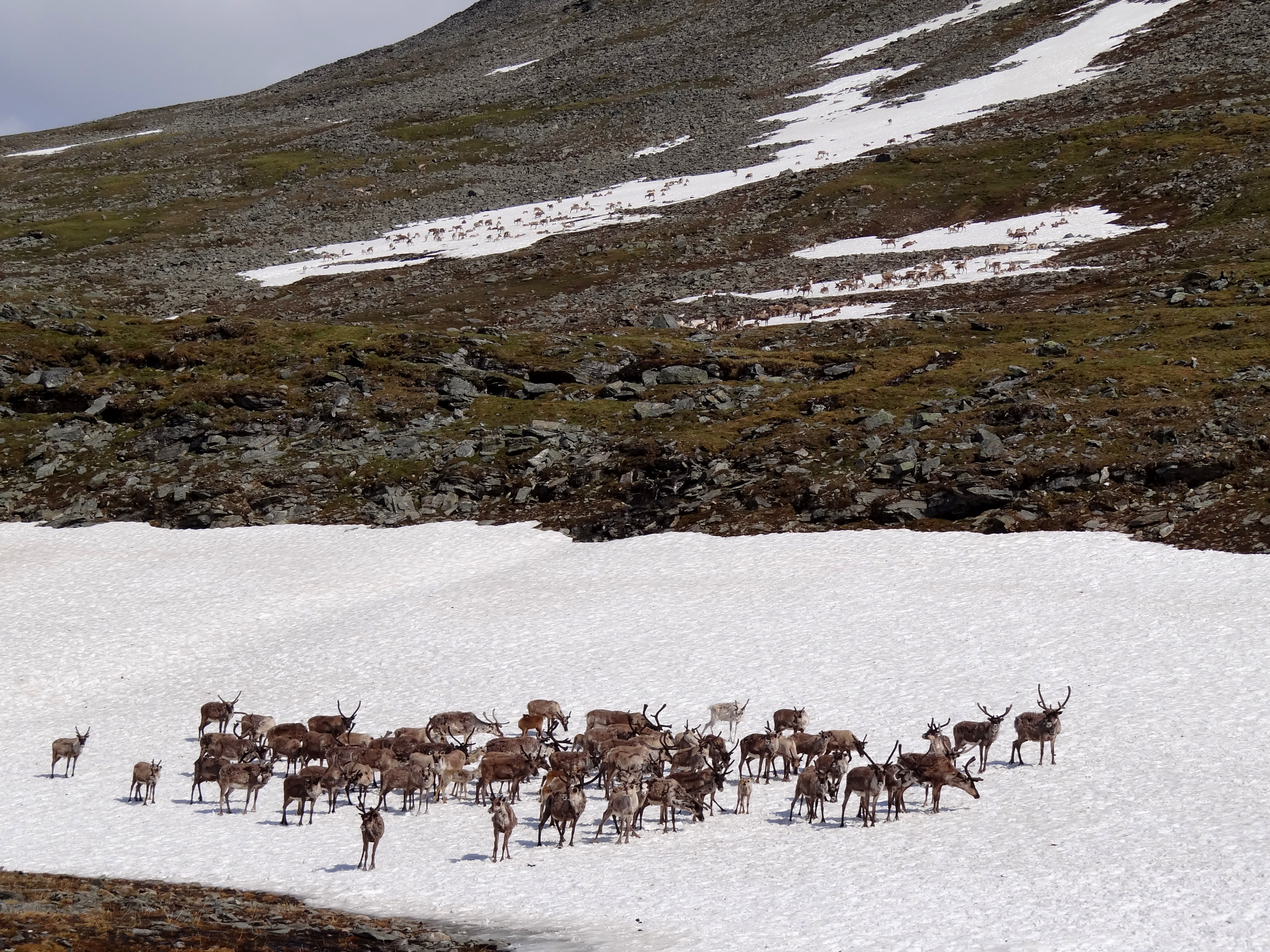
Manadas de renos de pie sobre la nieve para evitar las moscas

El continente Eurasia (incluido el subcontinente indio) cuenta con el mayor número de especies de ciervos del mundo y la mayoría de las especies se encuentran en Asia. En comparación, Europa presenta una menor diversidad de especies animales y vegetales. Muchos parques nacionales y reservas protegidas de Europa tienen poblaciones de ciervo rojo, corzo y gamo. Estas especies se han asociado durante mucho tiempo con el continente europeo, pero también habitan en Asia Menor, las montañas del Cáucaso y el noroeste de Irán. Históricamente, los gamos "europeos" vivían en gran parte de Europa durante la Edad de Hielo, pero después se restringieron principalmente a la península de Anatolia, en la actual Turquía.
Las poblaciones actuales de gamos en Europa son el resultado de la introducción de esta especie por el hombre, primero en las regiones mediterráneas de Europa y después en el resto de Europa. Inicialmente eran animales de parque que más tarde escaparon y se restablecieron en estado salvaje. Históricamente, las especies de ciervos de Europa compartían su hábitat de bosques caducifolios con otros herbívoros, como el extinto tarpan (caballo de los bosques), el extinto Bos primigenius (buey de los bosques) y el amenazado bison bonasus (bisonte europeo). Buenos lugares para ver ciervos en Europa son las Tierras Altas de Escocia, los  Alpes austriacos, los humedales entre Austria, Hungría y la República Checa, y algunos Parques Nacionales, como el parque nacional de Doñana en España, el Veluwe en Países Bajos, las Ardenas en Bélgica y el parque nacional de Białowieża en Polonia. España, Europa del Este y las Montañas del Cáucaso tienen zonas forestales que no sólo albergan poblaciones considerables de ciervos, sino también otros animales que antaño fueron abundantes como el sabio, el lince euroasiático, el lince ibérico, el lobo y el oso pardo.
La mayor concentración de especies de grandes cérvidos en Asia templada se da en los bosques caducifolios mixtos, los bosques de coníferas de montaña y la taiga que bordean Corea del Norte, Manchuria (noreste de China) y la región de Ussuri (Rusia). Se trata de algunos de los bosques caducifolios y de coníferas más ricos del mundo, donde se pueden encontrar corzos siberianos, ciervos sika y alces. El caribú asiático ocupa la franja septentrional de esta región, a lo largo de la frontera sino-rusa.
Cérvidos como el ciervo sika, el ciervo de Thorold, el ciervo rojo de Asia central y el alce han sido históricamente explotados por su cornamenta por los chinos Han, los pueblos túrquicos, los pueblos tungúsicos, los mongoles y los coreanos. Al igual que el pueblo sami de Finlandia y Escandinavia, los pueblos tungúsicos, mongoles y túrquicos del sur de Siberia, el norte de Mongolia y la región de Ussuri también se han dedicado a la cría de rebaños semidomesticados de caribú asiático.
La mayor concentración de grandes cérvidos en los trópicos se da en el sur de Asia, en la región de la llanura indogangética de la India y en la región del Terai de Nepal. Estas fértiles llanuras están formadas por bosques tropicales caducifolios húmedos estacionales, bosques caducifolios secos y sabanas secas y húmedas que son el hogar del chital, el ciervo porcino, el barasinga, el sambar indio y el muntíaco indio. Las especies de pastoreo, como el barasingha, en peligro de extinción y el chital, muy común, son gregarias y viven en grandes manadas. El sambar indio puede ser gregario, pero suele ser solitario o vivir en manadas más pequeñas. Los ciervos son solitarios y tienen densidades más bajas que los muntjac indios. Se pueden ver ciervos en varios parques nacionales de la India, Nepal y Sri Lanka, de los cuales los más famosos son el parque nacional de Kanha, el parque nacional de Dudhwa y el parque nacional de Chitwan. El parque nacional de Wilpattu y el parque nacional Yala de Sri Lanka cuentan con grandes manadas de sambar indio y chital. El sambar indio es más gregario en Sri Lanka que en otras partes de su área de distribución y tiende a formar manadas más grandes que en otros lugares.

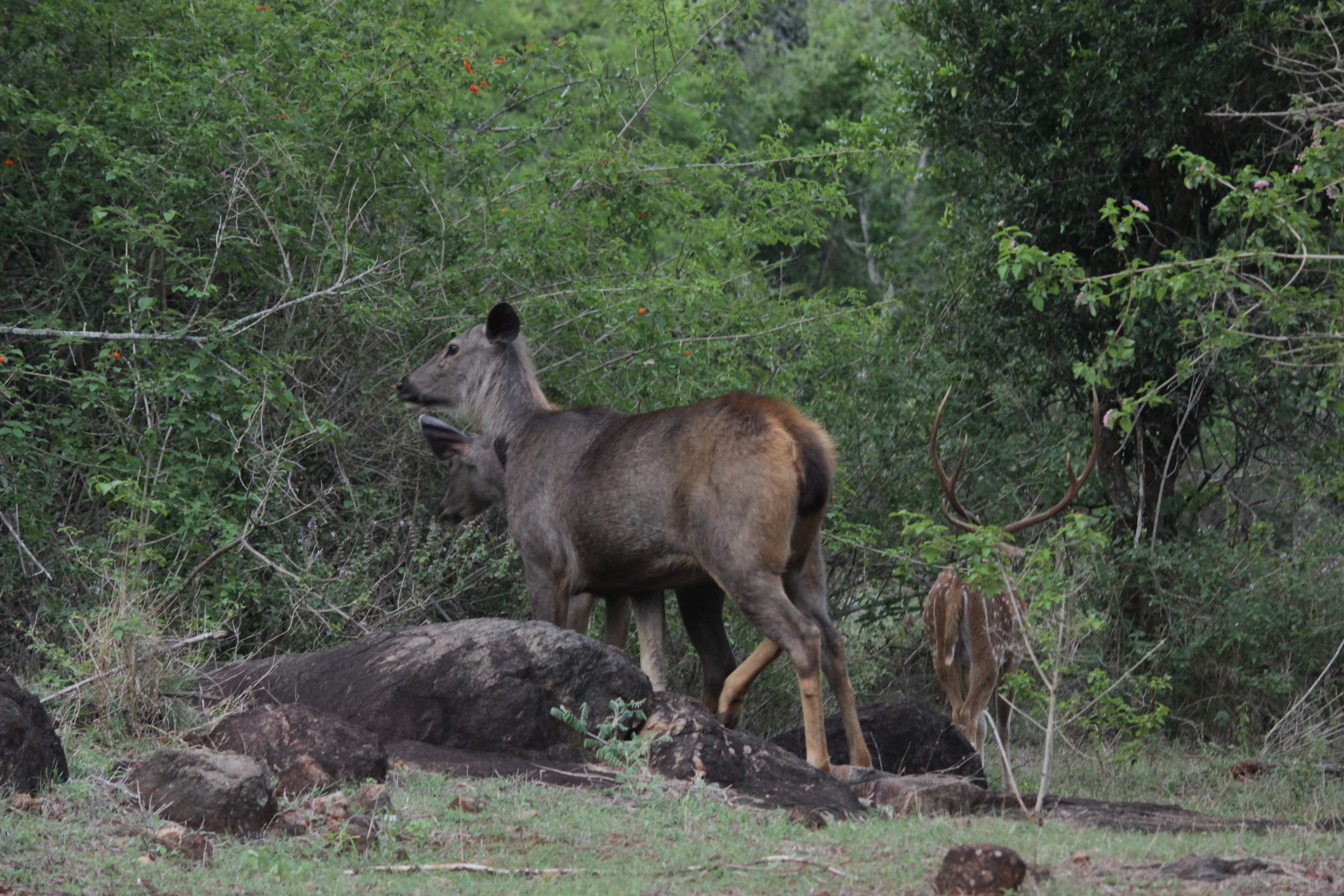
Una pareja de Sambar y un Chital macho ramonean. Meseta de Sigur en India del sur.

En el pasado el valle del río Chao Praya, en Tailandia, era principalmente un bosque caducifolio húmedo estacional tropical y una sabana húmeda que albergaba poblaciones de ciervos porcinos, el ahora extinto  ciervo de Schomburgk, el  ciervo de Eld, el sambar indio y el muntjac indio. Tanto el ciervo como el ciervo de Eld son raros, mientras que el sambar indio y el muntjac indio prosperan en parques nacionales protegidos, como el Khao Yai. Muchas de estas especies de ciervos del sur y el sudeste asiático también comparten su hábitat con otros herbívoros, como elefantes asiáticos, las diversas especies de rinocerontes asiáticos, diversas especies de antílopes (como el  nilgai, el antílope de cuatro cuernos, el  blackbuck y la gacela india en la India) y bueyes salvajes (como el  búfalo de agua salvaje asiático, el gaur, el banteng y el kouprey). Una forma de que diferentes herbívoros puedan sobrevivir juntos en una zona determinada es que cada especie tenga preferencias alimentarias diferentes, aunque puede haber cierto solapamiento.
Como resultado de las sueltas de sociedades de aclimatación en el siglo XIX, Australia cuenta con seis especies introducidas de ciervos que han establecido poblaciones salvajes sostenibles. Se trata del gamo, el ciervo rojo, el sambar, el ciervo porcino, el rusa y el chital. Los ciervos rojos se introdujeron en Nueva Zelanda en 1851 procedentes de poblaciones inglesas y escocesas. Muchos se han domesticado en granjas de ciervos desde finales de la década de 1960 y ahora son animales de granja comunes. Otras siete especies de ciervos se introdujeron en Nueva Zelanda, pero ninguna está tan extendida como el ciervo rojo.

## Características
Tienen patas delgadas, pezuñas hendidas y largos cuellos con cabezas largas y finas, aptas para el ramoneo o el pastoreo, salvo algunas adaptaciones concretas en algunas especies como es el caso de los alces, que pastan vegetales acuáticos, o los renos, de hocicos peludos y anchos aptos para ramonear liquen en las zonas árticas. Son esbeltos herbívoros, si bien las especies más grandes tienen una configuración similar a un caballo, mientras que las más pequeñas resultan más rechonchas, lo cual les otorga ventajas para poder moverse por el sotobosque.
Tienen el pelo liso o moteado en la mayoría de las especies, salvo algunas cuyo pelaje es poco preciso como ocurre con los renos, y son los únicos mamíferos a los que les crecen astas o cuernas nuevas cada año, formadas por hueso muerto. En la mayoría de las especies que comprenden la familia, solo las desarrollan los machos a partir del primer año de edad, aumentando de tamaño y complejidad a medida que el individuo va madurando; los machos las utilizan durante la época de apareamiento cuando compiten por las hembras, mientras que las hembras que sí son astadas al parecer las usan como elemento de defensa para sus crías, ya que el periodo de muda no coincide con el de los machos.
Las astas empiezan a formarse a partir de dos protuberancias del cráneo. Al crecer, las recubre un terciopelo llamado «borra» que posee gran cantidad de vasos sanguíneos para alimentar el hueso que crece bajo ellas. Cuando las astas crecen, año tras año se van ramificando cada vez más hasta adquirir el porte de un individuo adulto bien formado. Finalmente, la borra cae, ayudada por su dueño que suele dejarla enganchada en matojos o ramas que ha usado para rascarse; esta borra es consumida por pequeños carnívoros distribuidos por el hábitat del ciervo ya que posee gran cantidad de minerales y otras sustancias alimenticias, especialmente en los extremos de la cuerna, considerada un manjar por el pueblo Inuit. Una vez que el asta está formada, aparece el cuerno nuevo listo para su uso, al principio de color claro pero se oscurece rápidamente al contactar con el aire.
En la subfamilia Hydropotinae (ciervos de agua) ambos sexos carecen de astas, pero los dientes caninos superiores, especialmente en los machos, son bastante largos, ligeramente curvados a modo de colmillos. Los miembros de esta subfamilia son los más antiguos del grupo, por lo que se interpreta que las astas ramificadas son una adaptación posterior, surgida cuando los cérvidos crecieron en tamaño y empezaron a habitar lugares menos forestales en donde sus cuernas no fueran un problema para desplazarse.

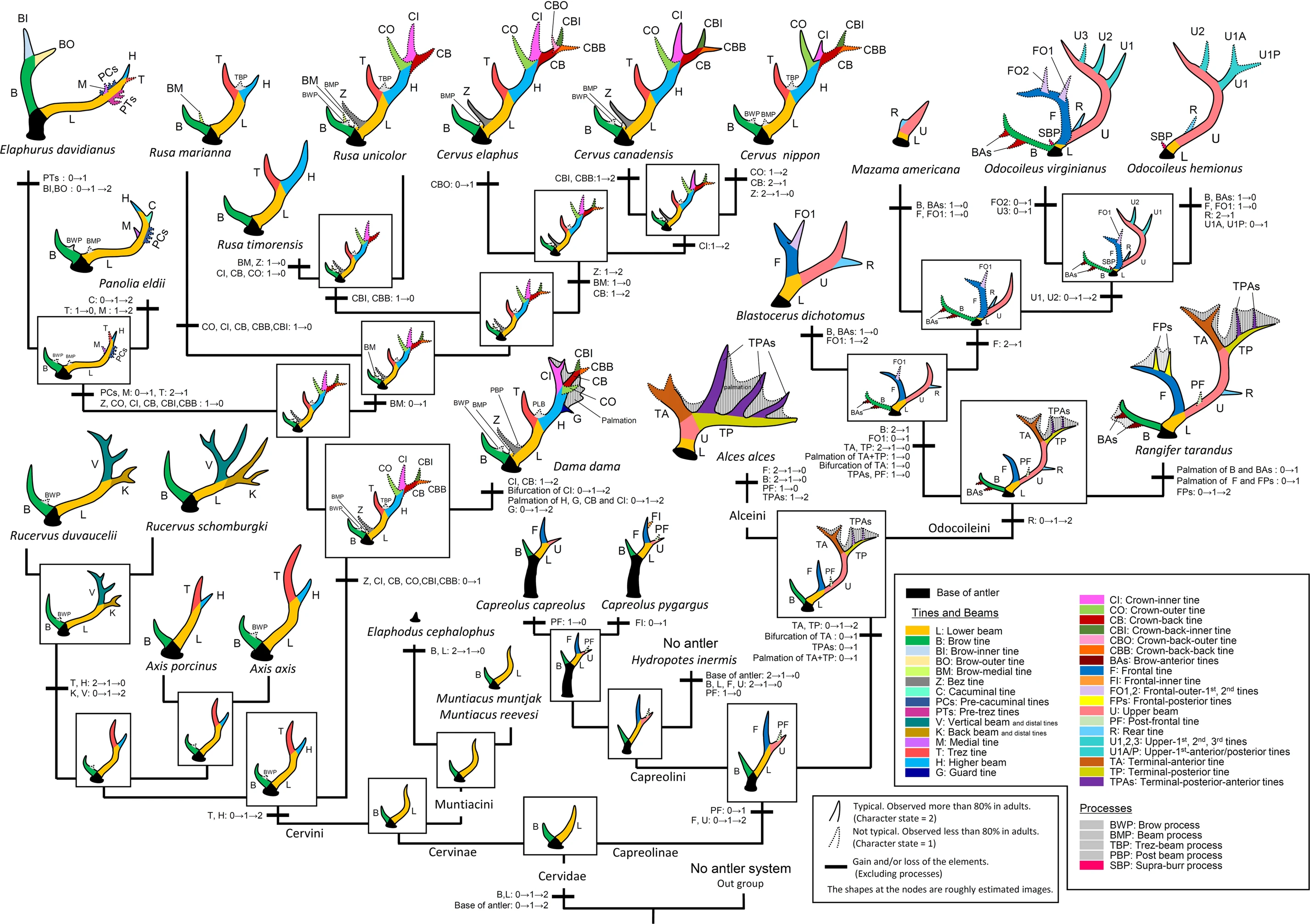
Filogenia de las astas

## Historia natural
Habitan en varias zonas del mundo, por lo que se los puede encontrar en Europa, Asia, América, norte de África y algunas zonas árticas. Fue introducido por el hombre en Nueva Zelanda y Australia.
La mayoría de los ciervos posee una glándula cerca del ojo que contiene feromonas, sustancias que les sirven para marcar su territorio. Los machos utilizan esta sustancia cuando se encuentran molestos por la presencia de otros machos.
La mayoría de las especies de ciervos viven en grupos familiares alrededor de una hembra (otras especies taxonómicamente cercanas, como los ciervos almizcleros, familia Moschidae, viven en pareja).
Se alimentan de hojas, ramas y brotes de plantas. El período de gestación de las hembras varía entre ciento sesenta días a diez meses según la especie; paren una o dos crías al año que reciben el nombre de cervatos, cervatillos o gabatos.

## Clasificación
|  | Cervidae                                              |
|  |                                                       |
|  | \| \| Bovidae \| \| \| \| \| \| Moschidae \| \| \| \| |
|  |                                                       |
|  | Bovidae                                               |
|  |                                                       |
|  | Moschidae                                             |
|  |                                                       |

|  | Bovidae   |
|  |           |
|  | Moschidae |
|  |           |

|  | Cervidae                                              |
|  |                                                       |
|  | \| \| Bovidae \| \| \| \| \| \| Moschidae \| \| \| \| |
|  |                                                       |
|  | Bovidae                                               |
|  |                                                       |
|  | Moschidae                                             |
|  |                                                       |

|  | Bovidae   |
|  |           |
|  | Moschidae |
|  |           |

|  | Cervidae                                              |
|  |                                                       |
|  | \| \| Bovidae \| \| \| \| \| \| Moschidae \| \| \| \| |
|  |                                                       |
|  | Bovidae                                               |
|  |                                                       |
|  | Moschidae                                             |
|  |                                                       |

|  | Bovidae   |
|  |           |
|  | Moschidae |
|  |           |

|  | Cervidae                                              |
|  |                                                       |
|  | \| \| Bovidae \| \| \| \| \| \| Moschidae \| \| \| \| |
|  |                                                       |
|  | Bovidae                                               |
|  |                                                       |
|  | Moschidae                                             |
|  |                                                       |

|  | Bovidae   |
|  |           |
|  | Moschidae |
|  |           |

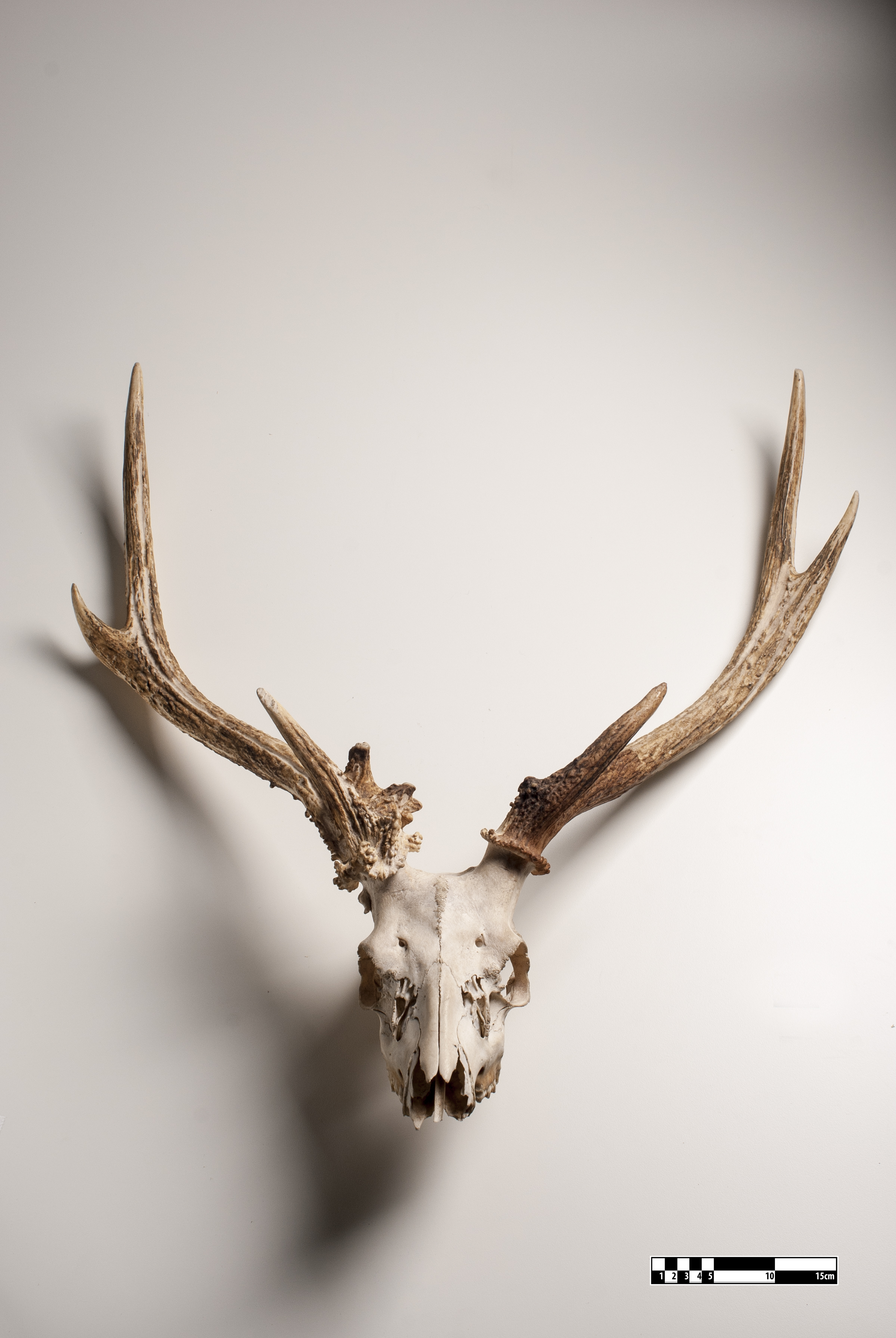
Cráneo de cérvido.

Según la publicación Mammal Species of the World la familia está conformada por tres subfamilias, divididas en veinte géneros y cuarenta y ocho especies existentes. Se incluyen además varias subfamilias y géneros extintos:

|  | Muntiacus |
|  |           |
|  | Elaphodus |
|  |           |

|  | Dama dama         |
|  |                   |
|  | Dama mesopotamica |
|  |                   |

|  | Rusa   |
|  |        |
|  | Sambar |
|  |        |

|  | Cervus elaphus             |
|  |                            |
|  | Cervus albirostris         |
|  |                            |
|  | Cervus nippon              |
|  |                            |
|  | Cervus canadensis (Wapiti) |
|  |                            |

|  | Rusa   |
|  |        |
|  | Sambar |
|  |        |

|  | Cervus elaphus             |
|  |                            |
|  | Cervus albirostris         |
|  |                            |
|  | Cervus nippon              |
|  |                            |
|  | Cervus canadensis (Wapiti) |
|  |                            |

|  | Rucervus  |
|  |           |
|  | Elaphurus |
|  |           |

|  | Rusa   |
|  |        |
|  | Sambar |
|  |        |

|  | Cervus elaphus             |
|  |                            |
|  | Cervus albirostris         |
|  |                            |
|  | Cervus nippon              |
|  |                            |
|  | Cervus canadensis (Wapiti) |
|  |                            |

|  | Rusa   |
|  |        |
|  | Sambar |
|  |        |

|  | Cervus elaphus             |
|  |                            |
|  | Cervus albirostris         |
|  |                            |
|  | Cervus nippon              |
|  |                            |
|  | Cervus canadensis (Wapiti) |
|  |                            |

|  | Rucervus  |
|  |           |
|  | Elaphurus |
|  |           |

|  | Dama dama         |
|  |                   |
|  | Dama mesopotamica |
|  |                   |

|  | Rusa   |
|  |        |
|  | Sambar |
|  |        |

|  | Cervus elaphus             |
|  |                            |
|  | Cervus albirostris         |
|  |                            |
|  | Cervus nippon              |
|  |                            |
|  | Cervus canadensis (Wapiti) |
|  |                            |

|  | Rusa   |
|  |        |
|  | Sambar |
|  |        |

|  | Cervus elaphus             |
|  |                            |
|  | Cervus albirostris         |
|  |                            |
|  | Cervus nippon              |
|  |                            |
|  | Cervus canadensis (Wapiti) |
|  |                            |

|  | Rucervus  |
|  |           |
|  | Elaphurus |
|  |           |

|  | Rusa   |
|  |        |
|  | Sambar |
|  |        |

|  | Cervus elaphus             |
|  |                            |
|  | Cervus albirostris         |
|  |                            |
|  | Cervus nippon              |
|  |                            |
|  | Cervus canadensis (Wapiti) |
|  |                            |

|  | Rusa   |
|  |        |
|  | Sambar |
|  |        |

|  | Cervus elaphus             |
|  |                            |
|  | Cervus albirostris         |
|  |                            |
|  | Cervus nippon              |
|  |                            |
|  | Cervus canadensis (Wapiti) |
|  |                            |

|  | Rucervus  |
|  |           |
|  | Elaphurus |
|  |           |

|  | Rucervus duvaucelii                                    |
|  |                                                        |
|  | \| \| Axis porcinus \| \| \| \| \| \| Axis \| \| \| \| |
|  |                                                        |
|  | Axis porcinus                                          |
|  |                                                        |
|  | Axis                                                   |
|  |                                                        |

|  | Axis porcinus |
|  |               |
|  | Axis          |
|  |               |

|  | Dama dama         |
|  |                   |
|  | Dama mesopotamica |
|  |                   |

|  | Rusa   |
|  |        |
|  | Sambar |
|  |        |

|  | Cervus elaphus             |
|  |                            |
|  | Cervus albirostris         |
|  |                            |
|  | Cervus nippon              |
|  |                            |
|  | Cervus canadensis (Wapiti) |
|  |                            |

|  | Rusa   |
|  |        |
|  | Sambar |
|  |        |

|  | Cervus elaphus             |
|  |                            |
|  | Cervus albirostris         |
|  |                            |
|  | Cervus nippon              |
|  |                            |
|  | Cervus canadensis (Wapiti) |
|  |                            |

|  | Rucervus  |
|  |           |
|  | Elaphurus |
|  |           |

|  | Rusa   |
|  |        |
|  | Sambar |
|  |        |

|  | Cervus elaphus             |
|  |                            |
|  | Cervus albirostris         |
|  |                            |
|  | Cervus nippon              |
|  |                            |
|  | Cervus canadensis (Wapiti) |
|  |                            |

|  | Rusa   |
|  |        |
|  | Sambar |
|  |        |

|  | Cervus elaphus             |
|  |                            |
|  | Cervus albirostris         |
|  |                            |
|  | Cervus nippon              |
|  |                            |
|  | Cervus canadensis (Wapiti) |
|  |                            |

|  | Rucervus  |
|  |           |
|  | Elaphurus |
|  |           |

|  | Dama dama         |
|  |                   |
|  | Dama mesopotamica |
|  |                   |

|  | Rusa   |
|  |        |
|  | Sambar |
|  |        |

|  | Cervus elaphus             |
|  |                            |
|  | Cervus albirostris         |
|  |                            |
|  | Cervus nippon              |
|  |                            |
|  | Cervus canadensis (Wapiti) |
|  |                            |

|  | Rusa   |
|  |        |
|  | Sambar |
|  |        |

|  | Cervus elaphus             |
|  |                            |
|  | Cervus albirostris         |
|  |                            |
|  | Cervus nippon              |
|  |                            |
|  | Cervus canadensis (Wapiti) |
|  |                            |

|  | Rucervus  |
|  |           |
|  | Elaphurus |
|  |           |

|  | Rusa   |
|  |        |
|  | Sambar |
|  |        |

|  | Cervus elaphus             |
|  |                            |
|  | Cervus albirostris         |
|  |                            |
|  | Cervus nippon              |
|  |                            |
|  | Cervus canadensis (Wapiti) |
|  |                            |

|  | Rusa   |
|  |        |
|  | Sambar |
|  |        |

|  | Cervus elaphus             |
|  |                            |
|  | Cervus albirostris         |
|  |                            |
|  | Cervus nippon              |
|  |                            |
|  | Cervus canadensis (Wapiti) |
|  |                            |

|  | Rucervus  |
|  |           |
|  | Elaphurus |
|  |           |

|  | Rucervus duvaucelii                                    |
|  |                                                        |
|  | \| \| Axis porcinus \| \| \| \| \| \| Axis \| \| \| \| |
|  |                                                        |
|  | Axis porcinus                                          |
|  |                                                        |
|  | Axis                                                   |
|  |                                                        |

|  | Axis porcinus |
|  |               |
|  | Axis          |
|  |               |

|  | Muntiacus |
|  |           |
|  | Elaphodus |
|  |           |

|  | Dama dama         |
|  |                   |
|  | Dama mesopotamica |
|  |                   |

|  | Rusa   |
|  |        |
|  | Sambar |
|  |        |

|  | Cervus elaphus             |
|  |                            |
|  | Cervus albirostris         |
|  |                            |
|  | Cervus nippon              |
|  |                            |
|  | Cervus canadensis (Wapiti) |
|  |                            |

|  | Rusa   |
|  |        |
|  | Sambar |
|  |        |

|  | Cervus elaphus             |
|  |                            |
|  | Cervus albirostris         |
|  |                            |
|  | Cervus nippon              |
|  |                            |
|  | Cervus canadensis (Wapiti) |
|  |                            |

|  | Rucervus  |
|  |           |
|  | Elaphurus |
|  |           |

|  | Rusa   |
|  |        |
|  | Sambar |
|  |        |

|  | Cervus elaphus             |
|  |                            |
|  | Cervus albirostris         |
|  |                            |
|  | Cervus nippon              |
|  |                            |
|  | Cervus canadensis (Wapiti) |
|  |                            |

|  | Rusa   |
|  |        |
|  | Sambar |
|  |        |

|  | Cervus elaphus             |
|  |                            |
|  | Cervus albirostris         |
|  |                            |
|  | Cervus nippon              |
|  |                            |
|  | Cervus canadensis (Wapiti) |
|  |                            |

|  | Rucervus  |
|  |           |
|  | Elaphurus |
|  |           |

|  | Dama dama         |
|  |                   |
|  | Dama mesopotamica |
|  |                   |

|  | Rusa   |
|  |        |
|  | Sambar |
|  |        |

|  | Cervus elaphus             |
|  |                            |
|  | Cervus albirostris         |
|  |                            |
|  | Cervus nippon              |
|  |                            |
|  | Cervus canadensis (Wapiti) |
|  |                            |

|  | Rusa   |
|  |        |
|  | Sambar |
|  |        |

|  | Cervus elaphus             |
|  |                            |
|  | Cervus albirostris         |
|  |                            |
|  | Cervus nippon              |
|  |                            |
|  | Cervus canadensis (Wapiti) |
|  |                            |

|  | Rucervus  |
|  |           |
|  | Elaphurus |
|  |           |

|  | Rusa   |
|  |        |
|  | Sambar |
|  |        |

|  | Cervus elaphus             |
|  |                            |
|  | Cervus albirostris         |
|  |                            |
|  | Cervus nippon              |
|  |                            |
|  | Cervus canadensis (Wapiti) |
|  |                            |

|  | Rusa   |
|  |        |
|  | Sambar |
|  |        |

|  | Cervus elaphus             |
|  |                            |
|  | Cervus albirostris         |
|  |                            |
|  | Cervus nippon              |
|  |                            |
|  | Cervus canadensis (Wapiti) |
|  |                            |

|  | Rucervus  |
|  |           |
|  | Elaphurus |
|  |           |

|  | Rucervus duvaucelii                                    |
|  |                                                        |
|  | \| \| Axis porcinus \| \| \| \| \| \| Axis \| \| \| \| |
|  |                                                        |
|  | Axis porcinus                                          |
|  |                                                        |
|  | Axis                                                   |
|  |                                                        |

|  | Axis porcinus |
|  |               |
|  | Axis          |
|  |               |

|  | Dama dama         |
|  |                   |
|  | Dama mesopotamica |
|  |                   |

|  | Rusa   |
|  |        |
|  | Sambar |
|  |        |

|  | Cervus elaphus             |
|  |                            |
|  | Cervus albirostris         |
|  |                            |
|  | Cervus nippon              |
|  |                            |
|  | Cervus canadensis (Wapiti) |
|  |                            |

|  | Rusa   |
|  |        |
|  | Sambar |
|  |        |

|  | Cervus elaphus             |
|  |                            |
|  | Cervus albirostris         |
|  |                            |
|  | Cervus nippon              |
|  |                            |
|  | Cervus canadensis (Wapiti) |
|  |                            |

|  | Rucervus  |
|  |           |
|  | Elaphurus |
|  |           |

|  | Rusa   |
|  |        |
|  | Sambar |
|  |        |

|  | Cervus elaphus             |
|  |                            |
|  | Cervus albirostris         |
|  |                            |
|  | Cervus nippon              |
|  |                            |
|  | Cervus canadensis (Wapiti) |
|  |                            |

|  | Rusa   |
|  |        |
|  | Sambar |
|  |        |

|  | Cervus elaphus             |
|  |                            |
|  | Cervus albirostris         |
|  |                            |
|  | Cervus nippon              |
|  |                            |
|  | Cervus canadensis (Wapiti) |
|  |                            |

|  | Rucervus  |
|  |           |
|  | Elaphurus |
|  |           |

|  | Dama dama         |
|  |                   |
|  | Dama mesopotamica |
|  |                   |

|  | Rusa   |
|  |        |
|  | Sambar |
|  |        |

|  | Cervus elaphus             |
|  |                            |
|  | Cervus albirostris         |
|  |                            |
|  | Cervus nippon              |
|  |                            |
|  | Cervus canadensis (Wapiti) |
|  |                            |

|  | Rusa   |
|  |        |
|  | Sambar |
|  |        |

|  | Cervus elaphus             |
|  |                            |
|  | Cervus albirostris         |
|  |                            |
|  | Cervus nippon              |
|  |                            |
|  | Cervus canadensis (Wapiti) |
|  |                            |

|  | Rucervus  |
|  |           |
|  | Elaphurus |
|  |           |

|  | Rusa   |
|  |        |
|  | Sambar |
|  |        |

|  | Cervus elaphus             |
|  |                            |
|  | Cervus albirostris         |
|  |                            |
|  | Cervus nippon              |
|  |                            |
|  | Cervus canadensis (Wapiti) |
|  |                            |

|  | Rusa   |
|  |        |
|  | Sambar |
|  |        |

|  | Cervus elaphus             |
|  |                            |
|  | Cervus albirostris         |
|  |                            |
|  | Cervus nippon              |
|  |                            |
|  | Cervus canadensis (Wapiti) |
|  |                            |

|  | Rucervus  |
|  |           |
|  | Elaphurus |
|  |           |

|  | Rucervus duvaucelii                                    |
|  |                                                        |
|  | \| \| Axis porcinus \| \| \| \| \| \| Axis \| \| \| \| |
|  |                                                        |
|  | Axis porcinus                                          |
|  |                                                        |
|  | Axis                                                   |
|  |                                                        |

|  | Axis porcinus |
|  |               |
|  | Axis          |
|  |               |

|  | Mazama                                                                         |
|  |                                                                                |
|  | \| \| Odocoileus virginianus \| \| \| \| \| \| Odocoileus hemionus \| \| \| \| |
|  |                                                                                |
|  | Odocoileus virginianus                                                         |
|  |                                                                                |
|  | Odocoileus hemionus                                                            |
|  |                                                                                |

|  | Odocoileus virginianus |
|  |                        |
|  | Odocoileus hemionus    |
|  |                        |

|  | Blastocerus  |
|  |              |
|  | Subulo       |
|  |              |
|  | Pudu         |
|  |              |
|  | Hippocamelus |
|  |              |

|  | Mazama                                                                         |
|  |                                                                                |
|  | \| \| Odocoileus virginianus \| \| \| \| \| \| Odocoileus hemionus \| \| \| \| |
|  |                                                                                |
|  | Odocoileus virginianus                                                         |
|  |                                                                                |
|  | Odocoileus hemionus                                                            |
|  |                                                                                |

|  | Odocoileus virginianus |
|  |                        |
|  | Odocoileus hemionus    |
|  |                        |

|  | Blastocerus  |
|  |              |
|  | Subulo       |
|  |              |
|  | Pudu         |
|  |              |
|  | Hippocamelus |
|  |              |

|  | Mazama                                                                         |
|  |                                                                                |
|  | \| \| Odocoileus virginianus \| \| \| \| \| \| Odocoileus hemionus \| \| \| \| |
|  |                                                                                |
|  | Odocoileus virginianus                                                         |
|  |                                                                                |
|  | Odocoileus hemionus                                                            |
|  |                                                                                |

|  | Odocoileus virginianus |
|  |                        |
|  | Odocoileus hemionus    |
|  |                        |

|  | Blastocerus  |
|  |              |
|  | Subulo       |
|  |              |
|  | Pudu         |
|  |              |
|  | Hippocamelus |
|  |              |

|  | Mazama                                                                         |
|  |                                                                                |
|  | \| \| Odocoileus virginianus \| \| \| \| \| \| Odocoileus hemionus \| \| \| \| |
|  |                                                                                |
|  | Odocoileus virginianus                                                         |
|  |                                                                                |
|  | Odocoileus hemionus                                                            |
|  |                                                                                |

|  | Odocoileus virginianus |
|  |                        |
|  | Odocoileus hemionus    |
|  |                        |

|  | Blastocerus  |
|  |              |
|  | Subulo       |
|  |              |
|  | Pudu         |
|  |              |
|  | Hippocamelus |
|  |              |

|  | Capreolus  |
|  |            |
|  | Hydropotes |
|  |            |

|  | Mazama                                                                         |
|  |                                                                                |
|  | \| \| Odocoileus virginianus \| \| \| \| \| \| Odocoileus hemionus \| \| \| \| |
|  |                                                                                |
|  | Odocoileus virginianus                                                         |
|  |                                                                                |
|  | Odocoileus hemionus                                                            |
|  |                                                                                |

|  | Odocoileus virginianus |
|  |                        |
|  | Odocoileus hemionus    |
|  |                        |

|  | Blastocerus  |
|  |              |
|  | Subulo       |
|  |              |
|  | Pudu         |
|  |              |
|  | Hippocamelus |
|  |              |

|  | Mazama                                                                         |
|  |                                                                                |
|  | \| \| Odocoileus virginianus \| \| \| \| \| \| Odocoileus hemionus \| \| \| \| |
|  |                                                                                |
|  | Odocoileus virginianus                                                         |
|  |                                                                                |
|  | Odocoileus hemionus                                                            |
|  |                                                                                |

|  | Odocoileus virginianus |
|  |                        |
|  | Odocoileus hemionus    |
|  |                        |

|  | Blastocerus  |
|  |              |
|  | Subulo       |
|  |              |
|  | Pudu         |
|  |              |
|  | Hippocamelus |
|  |              |

|  | Mazama                                                                         |
|  |                                                                                |
|  | \| \| Odocoileus virginianus \| \| \| \| \| \| Odocoileus hemionus \| \| \| \| |
|  |                                                                                |
|  | Odocoileus virginianus                                                         |
|  |                                                                                |
|  | Odocoileus hemionus                                                            |
|  |                                                                                |

|  | Odocoileus virginianus |
|  |                        |
|  | Odocoileus hemionus    |
|  |                        |

|  | Blastocerus  |
|  |              |
|  | Subulo       |
|  |              |
|  | Pudu         |
|  |              |
|  | Hippocamelus |
|  |              |

|  | Mazama                                                                         |
|  |                                                                                |
|  | \| \| Odocoileus virginianus \| \| \| \| \| \| Odocoileus hemionus \| \| \| \| |
|  |                                                                                |
|  | Odocoileus virginianus                                                         |
|  |                                                                                |
|  | Odocoileus hemionus                                                            |
|  |                                                                                |

|  | Odocoileus virginianus |
|  |                        |
|  | Odocoileus hemionus    |
|  |                        |

|  | Blastocerus  |
|  |              |
|  | Subulo       |
|  |              |
|  | Pudu         |
|  |              |
|  | Hippocamelus |
|  |              |

|  | Capreolus  |
|  |            |
|  | Hydropotes |
|  |            |

|  | Muntiacus |
|  |           |
|  | Elaphodus |
|  |           |

|  | Dama dama         |
|  |                   |
|  | Dama mesopotamica |
|  |                   |

|  | Rusa   |
|  |        |
|  | Sambar |
|  |        |

|  | Cervus elaphus             |
|  |                            |
|  | Cervus albirostris         |
|  |                            |
|  | Cervus nippon              |
|  |                            |
|  | Cervus canadensis (Wapiti) |
|  |                            |

|  | Rusa   |
|  |        |
|  | Sambar |
|  |        |

|  | Cervus elaphus             |
|  |                            |
|  | Cervus albirostris         |
|  |                            |
|  | Cervus nippon              |
|  |                            |
|  | Cervus canadensis (Wapiti) |
|  |                            |

|  | Rucervus  |
|  |           |
|  | Elaphurus |
|  |           |

|  | Rusa   |
|  |        |
|  | Sambar |
|  |        |

|  | Cervus elaphus             |
|  |                            |
|  | Cervus albirostris         |
|  |                            |
|  | Cervus nippon              |
|  |                            |
|  | Cervus canadensis (Wapiti) |
|  |                            |

|  | Rusa   |
|  |        |
|  | Sambar |
|  |        |

|  | Cervus elaphus             |
|  |                            |
|  | Cervus albirostris         |
|  |                            |
|  | Cervus nippon              |
|  |                            |
|  | Cervus canadensis (Wapiti) |
|  |                            |

|  | Rucervus  |
|  |           |
|  | Elaphurus |
|  |           |

|  | Dama dama         |
|  |                   |
|  | Dama mesopotamica |
|  |                   |

|  | Rusa   |
|  |        |
|  | Sambar |
|  |        |

|  | Cervus elaphus             |
|  |                            |
|  | Cervus albirostris         |
|  |                            |
|  | Cervus nippon              |
|  |                            |
|  | Cervus canadensis (Wapiti) |
|  |                            |

|  | Rusa   |
|  |        |
|  | Sambar |
|  |        |

|  | Cervus elaphus             |
|  |                            |
|  | Cervus albirostris         |
|  |                            |
|  | Cervus nippon              |
|  |                            |
|  | Cervus canadensis (Wapiti) |
|  |                            |

|  | Rucervus  |
|  |           |
|  | Elaphurus |
|  |           |

|  | Rusa   |
|  |        |
|  | Sambar |
|  |        |

|  | Cervus elaphus             |
|  |                            |
|  | Cervus albirostris         |
|  |                            |
|  | Cervus nippon              |
|  |                            |
|  | Cervus canadensis (Wapiti) |
|  |                            |

|  | Rusa   |
|  |        |
|  | Sambar |
|  |        |

|  | Cervus elaphus             |
|  |                            |
|  | Cervus albirostris         |
|  |                            |
|  | Cervus nippon              |
|  |                            |
|  | Cervus canadensis (Wapiti) |
|  |                            |

|  | Rucervus  |
|  |           |
|  | Elaphurus |
|  |           |

|  | Rucervus duvaucelii                                    |
|  |                                                        |
|  | \| \| Axis porcinus \| \| \| \| \| \| Axis \| \| \| \| |
|  |                                                        |
|  | Axis porcinus                                          |
|  |                                                        |
|  | Axis                                                   |
|  |                                                        |

|  | Axis porcinus |
|  |               |
|  | Axis          |
|  |               |

|  | Dama dama         |
|  |                   |
|  | Dama mesopotamica |
|  |                   |

|  | Rusa   |
|  |        |
|  | Sambar |
|  |        |

|  | Cervus elaphus             |
|  |                            |
|  | Cervus albirostris         |
|  |                            |
|  | Cervus nippon              |
|  |                            |
|  | Cervus canadensis (Wapiti) |
|  |                            |

|  | Rusa   |
|  |        |
|  | Sambar |
|  |        |

|  | Cervus elaphus             |
|  |                            |
|  | Cervus albirostris         |
|  |                            |
|  | Cervus nippon              |
|  |                            |
|  | Cervus canadensis (Wapiti) |
|  |                            |

|  | Rucervus  |
|  |           |
|  | Elaphurus |
|  |           |

|  | Rusa   |
|  |        |
|  | Sambar |
|  |        |

|  | Cervus elaphus             |
|  |                            |
|  | Cervus albirostris         |
|  |                            |
|  | Cervus nippon              |
|  |                            |
|  | Cervus canadensis (Wapiti) |
|  |                            |

|  | Rusa   |
|  |        |
|  | Sambar |
|  |        |

|  | Cervus elaphus             |
|  |                            |
|  | Cervus albirostris         |
|  |                            |
|  | Cervus nippon              |
|  |                            |
|  | Cervus canadensis (Wapiti) |
|  |                            |

|  | Rucervus  |
|  |           |
|  | Elaphurus |
|  |           |

|  | Dama dama         |
|  |                   |
|  | Dama mesopotamica |
|  |                   |

|  | Rusa   |
|  |        |
|  | Sambar |
|  |        |

|  | Cervus elaphus             |
|  |                            |
|  | Cervus albirostris         |
|  |                            |
|  | Cervus nippon              |
|  |                            |
|  | Cervus canadensis (Wapiti) |
|  |                            |

|  | Rusa   |
|  |        |
|  | Sambar |
|  |        |

|  | Cervus elaphus             |
|  |                            |
|  | Cervus albirostris         |
|  |                            |
|  | Cervus nippon              |
|  |                            |
|  | Cervus canadensis (Wapiti) |
|  |                            |

|  | Rucervus  |
|  |           |
|  | Elaphurus |
|  |           |

|  | Rusa   |
|  |        |
|  | Sambar |
|  |        |

|  | Cervus elaphus             |
|  |                            |
|  | Cervus albirostris         |
|  |                            |
|  | Cervus nippon              |
|  |                            |
|  | Cervus canadensis (Wapiti) |
|  |                            |

|  | Rusa   |
|  |        |
|  | Sambar |
|  |        |

|  | Cervus elaphus             |
|  |                            |
|  | Cervus albirostris         |
|  |                            |
|  | Cervus nippon              |
|  |                            |
|  | Cervus canadensis (Wapiti) |
|  |                            |

|  | Rucervus  |
|  |           |
|  | Elaphurus |
|  |           |

|  | Rucervus duvaucelii                                    |
|  |                                                        |
|  | \| \| Axis porcinus \| \| \| \| \| \| Axis \| \| \| \| |
|  |                                                        |
|  | Axis porcinus                                          |
|  |                                                        |
|  | Axis                                                   |
|  |                                                        |

|  | Axis porcinus |
|  |               |
|  | Axis          |
|  |               |

|  | Muntiacus |
|  |           |
|  | Elaphodus |
|  |           |

|  | Dama dama         |
|  |                   |
|  | Dama mesopotamica |
|  |                   |

|  | Rusa   |
|  |        |
|  | Sambar |
|  |        |

|  | Cervus elaphus             |
|  |                            |
|  | Cervus albirostris         |
|  |                            |
|  | Cervus nippon              |
|  |                            |
|  | Cervus canadensis (Wapiti) |
|  |                            |

|  | Rusa   |
|  |        |
|  | Sambar |
|  |        |

|  | Cervus elaphus             |
|  |                            |
|  | Cervus albirostris         |
|  |                            |
|  | Cervus nippon              |
|  |                            |
|  | Cervus canadensis (Wapiti) |
|  |                            |

|  | Rucervus  |
|  |           |
|  | Elaphurus |
|  |           |

|  | Rusa   |
|  |        |
|  | Sambar |
|  |        |

|  | Cervus elaphus             |
|  |                            |
|  | Cervus albirostris         |
|  |                            |
|  | Cervus nippon              |
|  |                            |
|  | Cervus canadensis (Wapiti) |
|  |                            |

|  | Rusa   |
|  |        |
|  | Sambar |
|  |        |

|  | Cervus elaphus             |
|  |                            |
|  | Cervus albirostris         |
|  |                            |
|  | Cervus nippon              |
|  |                            |
|  | Cervus canadensis (Wapiti) |
|  |                            |

|  | Rucervus  |
|  |           |
|  | Elaphurus |
|  |           |

|  | Dama dama         |
|  |                   |
|  | Dama mesopotamica |
|  |                   |

|  | Rusa   |
|  |        |
|  | Sambar |
|  |        |

|  | Cervus elaphus             |
|  |                            |
|  | Cervus albirostris         |
|  |                            |
|  | Cervus nippon              |
|  |                            |
|  | Cervus canadensis (Wapiti) |
|  |                            |

|  | Rusa   |
|  |        |
|  | Sambar |
|  |        |

|  | Cervus elaphus             |
|  |                            |
|  | Cervus albirostris         |
|  |                            |
|  | Cervus nippon              |
|  |                            |
|  | Cervus canadensis (Wapiti) |
|  |                            |

|  | Rucervus  |
|  |           |
|  | Elaphurus |
|  |           |

|  | Rusa   |
|  |        |
|  | Sambar |
|  |        |

|  | Cervus elaphus             |
|  |                            |
|  | Cervus albirostris         |
|  |                            |
|  | Cervus nippon              |
|  |                            |
|  | Cervus canadensis (Wapiti) |
|  |                            |

|  | Rusa   |
|  |        |
|  | Sambar |
|  |        |

|  | Cervus elaphus             |
|  |                            |
|  | Cervus albirostris         |
|  |                            |
|  | Cervus nippon              |
|  |                            |
|  | Cervus canadensis (Wapiti) |
|  |                            |

|  | Rucervus  |
|  |           |
|  | Elaphurus |
|  |           |

|  | Rucervus duvaucelii                                    |
|  |                                                        |
|  | \| \| Axis porcinus \| \| \| \| \| \| Axis \| \| \| \| |
|  |                                                        |
|  | Axis porcinus                                          |
|  |                                                        |
|  | Axis                                                   |
|  |                                                        |

|  | Axis porcinus |
|  |               |
|  | Axis          |
|  |               |

|  | Dama dama         |
|  |                   |
|  | Dama mesopotamica |
|  |                   |

|  | Rusa   |
|  |        |
|  | Sambar |
|  |        |

|  | Cervus elaphus             |
|  |                            |
|  | Cervus albirostris         |
|  |                            |
|  | Cervus nippon              |
|  |                            |
|  | Cervus canadensis (Wapiti) |
|  |                            |

|  | Rusa   |
|  |        |
|  | Sambar |
|  |        |

|  | Cervus elaphus             |
|  |                            |
|  | Cervus albirostris         |
|  |                            |
|  | Cervus nippon              |
|  |                            |
|  | Cervus canadensis (Wapiti) |
|  |                            |

|  | Rucervus  |
|  |           |
|  | Elaphurus |
|  |           |

|  | Rusa   |
|  |        |
|  | Sambar |
|  |        |

|  | Cervus elaphus             |
|  |                            |
|  | Cervus albirostris         |
|  |                            |
|  | Cervus nippon              |
|  |                            |
|  | Cervus canadensis (Wapiti) |
|  |                            |

|  | Rusa   |
|  |        |
|  | Sambar |
|  |        |

|  | Cervus elaphus             |
|  |                            |
|  | Cervus albirostris         |
|  |                            |
|  | Cervus nippon              |
|  |                            |
|  | Cervus canadensis (Wapiti) |
|  |                            |

|  | Rucervus  |
|  |           |
|  | Elaphurus |
|  |           |

|  | Dama dama         |
|  |                   |
|  | Dama mesopotamica |
|  |                   |

|  | Rusa   |
|  |        |
|  | Sambar |
|  |        |

|  | Cervus elaphus             |
|  |                            |
|  | Cervus albirostris         |
|  |                            |
|  | Cervus nippon              |
|  |                            |
|  | Cervus canadensis (Wapiti) |
|  |                            |

|  | Rusa   |
|  |        |
|  | Sambar |
|  |        |

|  | Cervus elaphus             |
|  |                            |
|  | Cervus albirostris         |
|  |                            |
|  | Cervus nippon              |
|  |                            |
|  | Cervus canadensis (Wapiti) |
|  |                            |

|  | Rucervus  |
|  |           |
|  | Elaphurus |
|  |           |

|  | Rusa   |
|  |        |
|  | Sambar |
|  |        |

|  | Cervus elaphus             |
|  |                            |
|  | Cervus albirostris         |
|  |                            |
|  | Cervus nippon              |
|  |                            |
|  | Cervus canadensis (Wapiti) |
|  |                            |

|  | Rusa   |
|  |        |
|  | Sambar |
|  |        |

|  | Cervus elaphus             |
|  |                            |
|  | Cervus albirostris         |
|  |                            |
|  | Cervus nippon              |
|  |                            |
|  | Cervus canadensis (Wapiti) |
|  |                            |

|  | Rucervus  |
|  |           |
|  | Elaphurus |
|  |           |

|  | Rucervus duvaucelii                                    |
|  |                                                        |
|  | \| \| Axis porcinus \| \| \| \| \| \| Axis \| \| \| \| |
|  |                                                        |
|  | Axis porcinus                                          |
|  |                                                        |
|  | Axis                                                   |
|  |                                                        |

|  | Axis porcinus |
|  |               |
|  | Axis          |
|  |               |

|  | Mazama                                                                         |
|  |                                                                                |
|  | \| \| Odocoileus virginianus \| \| \| \| \| \| Odocoileus hemionus \| \| \| \| |
|  |                                                                                |
|  | Odocoileus virginianus                                                         |
|  |                                                                                |
|  | Odocoileus hemionus                                                            |
|  |                                                                                |

|  | Odocoileus virginianus |
|  |                        |
|  | Odocoileus hemionus    |
|  |                        |

|  | Blastocerus  |
|  |              |
|  | Subulo       |
|  |              |
|  | Pudu         |
|  |              |
|  | Hippocamelus |
|  |              |

|  | Mazama                                                                         |
|  |                                                                                |
|  | \| \| Odocoileus virginianus \| \| \| \| \| \| Odocoileus hemionus \| \| \| \| |
|  |                                                                                |
|  | Odocoileus virginianus                                                         |
|  |                                                                                |
|  | Odocoileus hemionus                                                            |
|  |                                                                                |

|  | Odocoileus virginianus |
|  |                        |
|  | Odocoileus hemionus    |
|  |                        |

|  | Blastocerus  |
|  |              |
|  | Subulo       |
|  |              |
|  | Pudu         |
|  |              |
|  | Hippocamelus |
|  |              |

|  | Mazama                                                                         |
|  |                                                                                |
|  | \| \| Odocoileus virginianus \| \| \| \| \| \| Odocoileus hemionus \| \| \| \| |
|  |                                                                                |
|  | Odocoileus virginianus                                                         |
|  |                                                                                |
|  | Odocoileus hemionus                                                            |
|  |                                                                                |

|  | Odocoileus virginianus |
|  |                        |
|  | Odocoileus hemionus    |
|  |                        |

|  | Blastocerus  |
|  |              |
|  | Subulo       |
|  |              |
|  | Pudu         |
|  |              |
|  | Hippocamelus |
|  |              |

|  | Mazama                                                                         |
|  |                                                                                |
|  | \| \| Odocoileus virginianus \| \| \| \| \| \| Odocoileus hemionus \| \| \| \| |
|  |                                                                                |
|  | Odocoileus virginianus                                                         |
|  |                                                                                |
|  | Odocoileus hemionus                                                            |
|  |                                                                                |

|  | Odocoileus virginianus |
|  |                        |
|  | Odocoileus hemionus    |
|  |                        |

|  | Blastocerus  |
|  |              |
|  | Subulo       |
|  |              |
|  | Pudu         |
|  |              |
|  | Hippocamelus |
|  |              |

|  | Capreolus  |
|  |            |
|  | Hydropotes |
|  |            |

|  | Mazama                                                                         |
|  |                                                                                |
|  | \| \| Odocoileus virginianus \| \| \| \| \| \| Odocoileus hemionus \| \| \| \| |
|  |                                                                                |
|  | Odocoileus virginianus                                                         |
|  |                                                                                |
|  | Odocoileus hemionus                                                            |
|  |                                                                                |

|  | Odocoileus virginianus |
|  |                        |
|  | Odocoileus hemionus    |
|  |                        |

|  | Blastocerus  |
|  |              |
|  | Subulo       |
|  |              |
|  | Pudu         |
|  |              |
|  | Hippocamelus |
|  |              |

|  | Mazama                                                                         |
|  |                                                                                |
|  | \| \| Odocoileus virginianus \| \| \| \| \| \| Odocoileus hemionus \| \| \| \| |
|  |                                                                                |
|  | Odocoileus virginianus                                                         |
|  |                                                                                |
|  | Odocoileus hemionus                                                            |
|  |                                                                                |

|  | Odocoileus virginianus |
|  |                        |
|  | Odocoileus hemionus    |
|  |                        |

|  | Blastocerus  |
|  |              |
|  | Subulo       |
|  |              |
|  | Pudu         |
|  |              |
|  | Hippocamelus |
|  |              |

|  | Mazama                                                                         |
|  |                                                                                |
|  | \| \| Odocoileus virginianus \| \| \| \| \| \| Odocoileus hemionus \| \| \| \| |
|  |                                                                                |
|  | Odocoileus virginianus                                                         |
|  |                                                                                |
|  | Odocoileus hemionus                                                            |
|  |                                                                                |

|  | Odocoileus virginianus |
|  |                        |
|  | Odocoileus hemionus    |
|  |                        |

|  | Blastocerus  |
|  |              |
|  | Subulo       |
|  |              |
|  | Pudu         |
|  |              |
|  | Hippocamelus |
|  |              |

|  | Mazama                                                                         |
|  |                                                                                |
|  | \| \| Odocoileus virginianus \| \| \| \| \| \| Odocoileus hemionus \| \| \| \| |
|  |                                                                                |
|  | Odocoileus virginianus                                                         |
|  |                                                                                |
|  | Odocoileus hemionus                                                            |
|  |                                                                                |

|  | Odocoileus virginianus |
|  |                        |
|  | Odocoileus hemionus    |
|  |                        |

|  | Blastocerus  |
|  |              |
|  | Subulo       |
|  |              |
|  | Pudu         |
|  |              |
|  | Hippocamelus |
|  |              |

|  | Capreolus  |
|  |            |
|  | Hydropotes |
|  |            |

- Subfamilia Capreolinae
  - Género Alces
    - Alces alces (alce euroasiático)
    - Alces americanus (alce americano)

  - Género Blastocerus
    - Blastocerus dichotomus (ciervo de los pantanos)

  - Género Capreolus
    - Capreolus capreolus (corzo)
    - Capreolus pygargus (corzo siberiano o corzo asiático)

  - Género Hippocamelus
    - Hippocamelus antisensis (taruca, venado andino o huemul del norte)
    - Hippocamelus bisulcus (huemul, güemul o ciervo sur andino)

  - Género Mazama
    - Mazama americana (corzuela colorada o guazú-pitá)
    - Mazama bororo (corzuela rojiza pequeña)
    - Mazama bricenii (candelillo o locha)
    - Mazama chunyi
    - Mazama gouazoubira (guazuncho, viracho, guazú virá, masuncho, urina o corzuela parda)
    - Mazama nana (corzuela pigmea)
    - Mazama pandora (Yuk en idioma maya[5])
    - Mazama rufina (venado del páramo)
    - Mazama temama (temazate de América Central)

  - Género Odocoileus
    - Odocoileus hemionus (ciervo mulo o venado bura)
    - Odocoileus virginianus (venado de cola blanca)

  - Género Ozotoceros
    - Ozotoceros bezoarticus (venado de las Pampas)

  - Género Procapreolus †
  - Género Pudella
    - Pudella carlae (pudú de Huancabamba)

  - Género Pudu
    - Pudu mephistophiles (pudú del norte)
    - Pudu puda (pudú del sur)

  - Género Rangifer
    - Rangifer tarandus (reno o caribú)
- Subfamilia Cervinae
  - Género Axis
    - Axis axis (axis, ciervo axis o chital)
    - Axis calamianensis (ciervo de los Calamianes o axis calamiano)
    - Axis kuhlii (axis de Bawean)
    - Axis porcinus (ciervo porcino)

  - Género Candiacervus †
  - Género Cervavitus †
  - Género Cervus
    - Cervus canadensis (uapití)
    - Cervus elaphus (ciervo común, ciervo rojo o venado)
    - Cervus nippon (ciervo sica)

  - Género Dama
    - Dama dama (gamo común o gamo europeo)

  - Género Dicrocerus †
  - Género Elaphodus
    - Elaphodus cephalophus (eláfodo o ciervo de copete)

  - Género Elaphurus
    - Elaphurus davidianus (ciervo del padre David)

  - Género Eostylocerus †
  - Género Eucladoceros †
  - Género Euprox †
  - Género Heteroprox †
  - Género Megaloceros †
    - Megaloceros giganteus (alce irlandés, ciervo gigante o megalocero)

  - Género Metacervulus †
  - Género Muntiacus (muntíacos)
    - Muntiacus atherodes (muntíaco amarillo de Borneo)
    - Muntiacus crinifrons (muntíaco negro)
    - Muntiacus feae (muntíaco de Fea)
    - Muntiacus gongshanensis (muntíaco de Gongshan)
    - Muntiacus muntjak (muntíaco de la India)
    - Muntiacus putaoensis (muntíaco de Hukawng)
    - Muntiacus reevesi (muntíaco de Reeves)
    - Muntiacus rooseveltorum
    - Muntiacus truongsonensis (muntíaco de Truong Son)
    - Muntiacus vuquangensis (muntíaco gigante)

  - Género Paracervulus †
  - Género Praesinomegaceros[6] †
  - Género Przewalskium
    - Przewalskium albirostris (ciervo de hocico blanco o ciervo de Thorold)

  - Género Rucervus
    - Rucervus duvaucelii (barasinga o ciervo de los pantanos)
    - Rucervus eldii (ciervo de Eld o Tamin)

  - Género Rusa
    - Rusa alfredi (ciervo moteado de las Filipinas)
    - Rusa timorensis (sambar o ciervo de Timor)
    - Rusa unicolor (sambar)
- Subfamilia Hydropotinae
  - Género Hydropotes
    - Hydropotes inermis (venado acuático chino)
- Subfamilia Procervulinae †
  - Género Procervulus †